# Marinogammarus obtusatus
Marinogammarus obtusatus är en kräftdjursart. Marinogammarus obtusatus ingår i släktet Marinogammarus och familjen Gammaridae. Inga underarter finns listade i Catalogue of Life.